# W9
W9 este o televiziune generalistă franceză care face parte din grupul media M6.

## Legături externe
- fr  Site web oficial